# Оаспе
«Оаспе, Новая Библия» — книга, написанная американским дантистом Джоном Баллоу Ньюбро (1828—1891). Автор утверждал, что она является продуктом автоматического письма. Впервые была опубликована в 1882 году в Нью-Йорке. «Оаспе» включает в себя ряд взаимосвязанных книг, в которых приводится хроника Земли и её небесного управления, а также излагаются учения для современности. В состав книги входит более 100 рисунков.

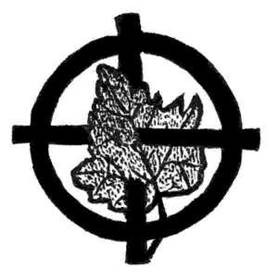
Символ имени Создателя

«Ехови» (Jehovih) используется в Оаспе в качестве имени Создателя. Ехови (отец), Ом (мать) — это два имени Создателя. Другие обращения: Великий Дух, Вселичность (The All Person), Невидимый и Вечно Присутствующий, Ормазд, Эолин, Гитчи Манито и т. д. «Бог» — это звание однажды бывшего смертным или принимавшего материальную форму. Создатель — это Всё, он был всем и вечно будет всем, Он\Она никогда не рождался и никогда не был Богом. Создатель — Отец и Мать, и все, кто существуют и были рождены, являются братьями и сёстрами.

## Появление и первое представлениеОаспе
Доктор Ньюбро начал писать книгу в 1880 и утверждал, что писал её автоматически: он был спиритуалистом с начала 1870-х. В статье от 21 октября 1882 в газете Нью-Йорк Таймс утверждалось, что, чувствуя потребность писать, Ньюбро садился, брал ручку и бумагу и сидел, пока его пальцы не обволакивал яркий свет, и они не начинали писать. Текст Оаспе содержит рисованные иероглифы. Однако в приложении к книге, Ньюбро утверждает, что он использовал пишущую машинку при написании книги. Скорее всего, были использованы оба метода.
Первая презентация книги прошла 20 октября 1882 в доме Ньюбро в Нью-Йорке. Он представил группе людей «новую библию», «большой четырёхтомник, состоявший из более чем 900 страниц». Ньюбро заявил, что книга не священна сама по себе, но является больше историей религий за 24000 лет. Однако сам он никогда не утверждал, что обладает знанием о древних религиях. По его словам, книга была напечатана при финансовой поддержке некоторых неназванных содействовавших.

### Стиль и язык
Рукопись, представленная в 1882 содержала иероглифы, которые были подобны египетским, что было подтверждено профессором Томасом А. М. Уардом, заявлявшим, что он расшифровал иероглифы на обелиске Игла Клеопатры в Центральном парке. Уард присутствовал на первой презентации Оаспе, как и доктор Кетлиниски, востоковед, который подтвердил, что смертный не в состоянии написать такой книги, и что, по всей видимости, за это были ответственны сверхъестественные силы.
Первый корреспондент, описывавший книгу для Нью Йорк Таймс, сравнил написанное в ней с переработанным слиянием индийских и семитских религий и сказал, что её стиль в одних разделах современный, а в других древний, и английский Библии короля Якова смешан с современным английским.

## Основные учения
В Оаспе придаётся особое значение службе другим. Человек оценивается по службе другим. Каждый человек, группа и нация находятся в восхождении или упадке; рано или поздно, с ростом уровня, взойдут все. Чем выше уровень, тем лучше состояние души и тем лучшее место ожидает её на небесах.
Согласно Оаспе, после смерти дух продолжает жить вне зависимости от того, кому поклонялся человек при жизни, и даже в том случае, если человек не верил в жизнь после смерти. Мир духов становится его новым домом, называемым небесами, а отдельный дух называется ангелом. Существуют неорганизованные небеса, находящиеся близко к земле или на её поверхности. Отсюда же начинаются и организованные небеса, соединяющиеся с высшим небом. И те и другие доступны смертным. Если в какой-то части небес царит анархия и наслаждение злом, эта часть называется адом.
После смерти ангел должен какое-то время существовать находясь в спектре состоянии от наслаждения до абсолютного ужаса, что будет зависеть от его поступков и дел до и после смерти. Место на небесах, куда ангел попадёт изначально определяется тем, каковы были его привычки, устремления и пища, пока он был смертным. Эгоистичное поведение, низкие мысли или потребление пищи, полученной от животных или из них, определит новорожденного ангела в низшие небеса, находящиеся на поверхности земли. Личности, ориентированные на зло, входят на небеса в адских состояниях. Тем не менее, все, находящиеся в упадке, со временем развернутся и начнут восхождение вверх к более приятным местам в организованных небесах, глава которых называется Богом. Бог ─ это продвинутый ангел, назначенный на такую службу на некоторый период.
Морфологически имя Элохим ─ множественного числа, но оно часто переводится как божественное имя единственного числа в Ветхом Завете; в тексте Оаспе оно не используется для обозначения Создателя, вместо него используются Ехови, Элои и множество других.

## СтруктураОаспе
По Оаспе история человечества отмечена периодами прогресса. Периоды обучения таковы, что за прогрессом следует спад, который в свою очередь сменяется другими циклами улучшения и регресса. В рамках периодов существуют свои периоды, но один важный цикл, используемый для улучшения уровня человечества приблизительно равен 3000 лет и это цикл в соответствии с которым организованы книги в Оаспе
Первые несколько книг Оаспе закладывают основание для понимания природы работы. Всё выливается в краткую историю человечества и небес до наших дней, новой эры. Отдельно от исторических книг есть серия книг предназначенная для освещения требований к человечеству в наши дни. Интересно то, что ряд книг в Оаспе напечатан таким образом, что страница поделена надвое: сверху приведено повествование о небесных событиях и делах, нижняя же описывает соответствующие события на Земле.

## Краткий обзор

### Учение
Оаспе включает в себя книги с учением, а заповеди о поведении содержатся во многих книгах. Свобода и ответственность ─ вот две темы, многократно поднимаемые в тексте Оаспе. Ключевые учения включают травоядное питание (веганство, только растительная пища), мирную жизнь (без войны или насилия, пацифизм), жизнь в добродетели и службе другим.

### Темы

##### Этика
Оаспе представляет большой интерес для понимания и применения основных этических принципов. В Книге Вдохновения Ехови утверждает: «У меня не будет секты. У меня не будет кредо».

##### Религия
Оаспе говорит о необходимости для всех религий помогать различным нациям и народам в росте. Говорится и о том, что называется «религией самих Богов» у приверженцев которой нет необходимости в таких посредниках, как Спасители и Идолы и которые обращаются напрямую к Создателю всего.

##### История
История занимает большую часть Оаспе. Объяснения охватывают события в духовных мирах и влияние их на события в физическом мире начиная примерно с периода истории 72000 лет назад. Откровения Оаспе предоставляют недостающую информацию о исторических событиях, относящихся к происхождению основных мировых религий.

###### Геология и археология

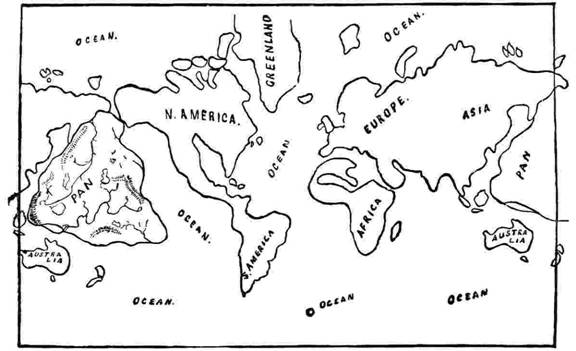
Карта допотопного мира. Показано расположение Континента Пан

В Оаспе детально описывается огромный континент Пан, или Уага, ранее занимавший большую часть Тихого океана. Приводится также точка зрения на причины неожиданного упадка или роста плодородия на Земле. Самые объемные книги ─ это Книга Эскры (Book of Eskra), описывающая новую историю по Оаспе и Книга Слова Божьего (Book of God’s Word), в которой приводится история Заратустры.

###### Языки и лингвистика

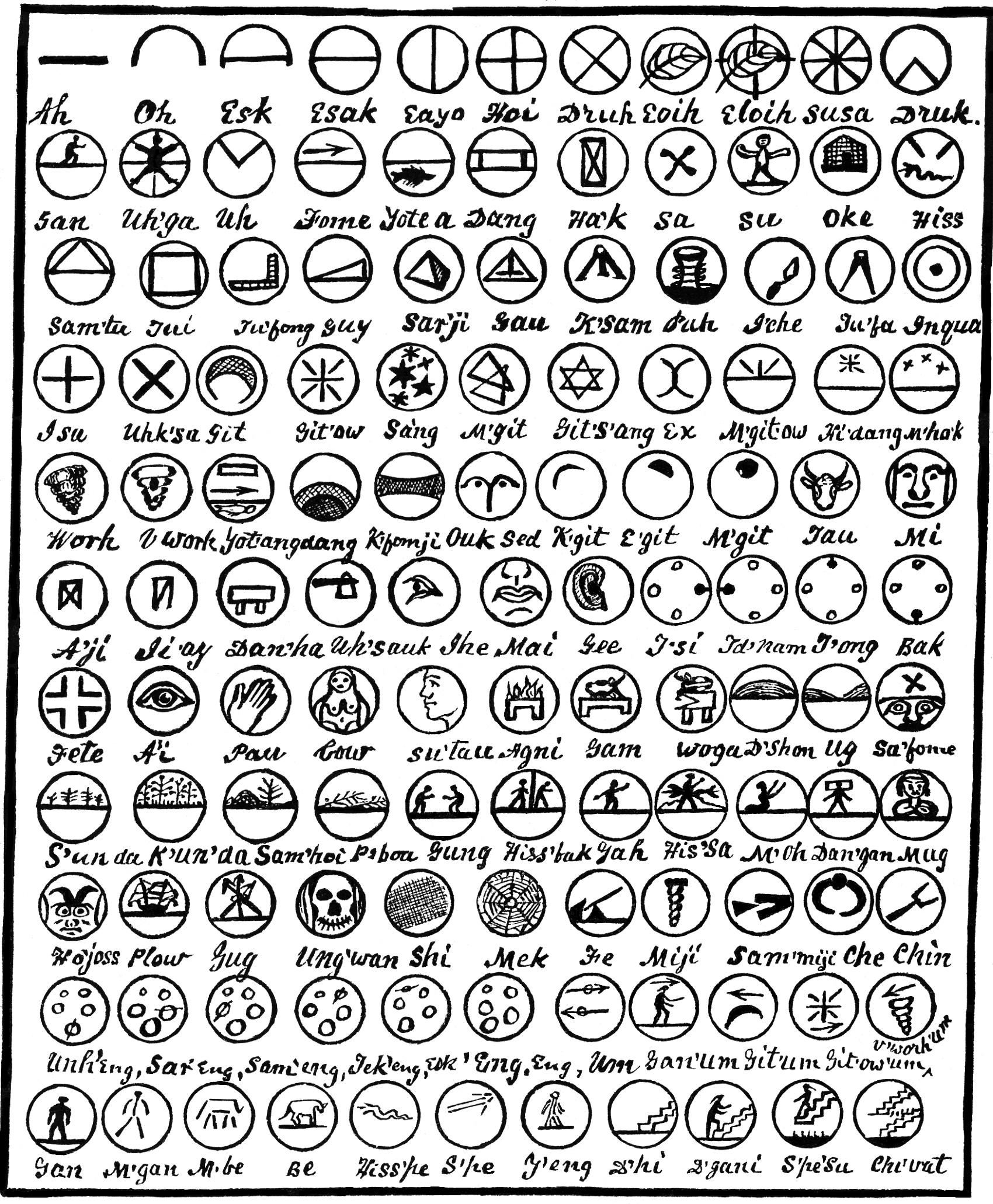
Язык Паник. Таблица Семоин. Первый письменный язык

Представлено множество иллюстраций, утверждается, что в них содержатся древние языки, обряды и церемонии. Утверждается, что изначально существовал пра-язык, называемый Пан или язык Паник, что означает «Земной», который возник из способности человека подражать различным звукам. В Книге Сафа (Book of Saphah) приводятся детали о значении и корнях многих древних слов, символов и обрядов.

###### Эволюция или прогресс
В хронологическом порядке приведены отчёты, которые по сути являются космологическими откровениями, касающимися эволюции человечества, за промежуток приблизительно в 78000 лет, включая рассказ о происхождении жизни на Земле, начиная от формирования Земли как планеты из кометы до появления на её поверхности первых жизненных форм и до возникновения человеческой расы и движении её от звериного состояния до духовной зрелости.

##### Система и порядок

###### Космогония

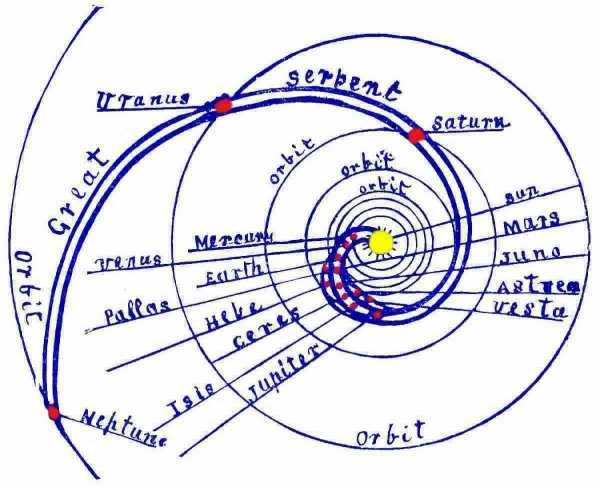
Солнечная система в сечении

В Оаспе объясняется, что физические явления основаны на тонких сферах (которые включают в себя духовные силы), и как можно строить прогнозы основываясь на этом знании. Этой теме посвящена целая книга, Книга Космогонии и Пророчествования (Book of Cosmogony and Prophecy), обзорно же это описано в Книге Ехови. На протяжении всего текста приводится множество примеров и наставлений. Другие затрагиваемые темы: физика и трактовка гравитации, свет, электричество, магнетизм, тепло.

###### Циклы
Описываются периодические события, происходящие в течение малых и больших циклов. Например, согласно Оаспе, Солнце, вместе со всеми планетами движется через области космоса по большому кольцу длиной в 4700000 лет, которое разделено на секторы по 3000 лет, из которых состоят и циклы по 24000 и 72000 лет, и так далее. Циклы эти различны по плотности вещества (материи и более тонких субстанций) и другим качествам, таким образом они создают различные условия, с которыми сталкивается Земля. Даётся объяснение появлению, развитию и упадку цивилизаций.

###### Управление
Различные регионы или секторы, упомянутые в предыдущем разделе, находятся под управлением духовных или «эфирных» сущностей в звании «Бога» или «Шефа», чьи ранг и возраст меняются по возрастающей от десятков тысяч до сотен тысяч лет и старше. Под их началом находятся огромные пространства, которые включают в себя множество духовных и материальных миров различных уровней и плотностей. Такие старшие управляющие названы «Сыновьями и Дочерьми Ехови», в соответствии с этим называются и некоторые разделы Оаспе, например: Книга Кпента-Армиж, Дочери Ехови (Book of Cpenta-Armij, Daughter of Jehovih). Присутствуют знакомые имена из неавраамических религий: Книга Аполлона (Book of Apollo) и Книга Тора (Book of Thor), называемых Сыновьями Ехови.
По Оаспе каждый из таких Шефов, Богов и Богинь ─ всего лишь продвинувшийся ангел, а каждый ангел, независимо от ранга или службы, был однажды смертным, на этой или на иной планете во вселенной.

## Верование(Faithism)
Вскоре после публикации ─ как реакция на Оаспе ─ возникли несколько групп. В Нью-Йорке ─ Верующие Оаспе (Oahspe Faithists). В 1883 газета Нью-Йорк Таймс сообщала о секретных посвящениях и обрядах, проходивших в Холе Юта (на пересечении 25-й Стрит и 8-й Авеню)..
Первое поселение, основанное на принципах изложенных в книге было основано в 1882 в Вудсайд Тауншип, Нью-Джерси, но оно вскоре было свёрнуто, как и другое, в Нью-Йорке.
Из всех поселений, основанных на Оаспе, наиболее заметным было Поселение «Шалам» в Лас-Крусес, основанное в 1884 при участии Джона Ньюбро.. По сообщению Нью-Йорк Таймс, Верующие пытались выкупить земли в Вирджинии и Западной Вирджинии; южане относились к ним с большой подозрительностью. Означенные колонии были местом, где подкидышей и сирот воспитывали бы совместными усилиями, давая им «лучшие возможности для выбора супругов». Поскольку движение зародилось в Нью-Йорке, на юге у него было мало последователей. «Они не могли вразумительно ответить на вопрос о том, к чему они стремятся или что хотят совершить», Нью-Йорк Таймс.
Одна из таких групп существует и в наши дни в Колорадо и Калифорнии: Universal Faithists of Kosmon. Их учение включает в себя совместные усилия в добрых делах. Эта группа опубликовала Оаспе издания 1891 года в мягкой обложке.
Существующие организации Верующих в США:
- The Restoration Faithists (Нью-Йорк)
- The Eloists (со штаб квартирой в Новой Англии)[14]

Вне Соединённых Штатов:
- The Kosmon Church, в Великобритании[15]
- The Oahspe Stichting, в Нидерландах[16]

### Государство «Шалам»
Поселение или Государство «Шалам» было основано в Лас-Крусес, Нью-Мексико, в 1884 году как коммуна, в которой её участники жили бы в мире, придерживаясь вегетарианского стиля жизни, и где можно было бы воспитывать городских сирот. Решение о создании коммуны было принято на съезде в ноябре 1883. Она была создана при финансовой поддержке Эндрю Хоуланда. Первую зиму члены коммуны провели в саманных хижинах, а затем, в 1885, начали строительство центрального здания с 42 комнатами, Братства. Детей «собирали» по домам для подкидышей, полицейские передавали их под опеку Верующих. Ньюбро с женой проехали через Канзас, Сан-Франциско, Новый Орлеан и Чикаго и собрали пятьдесят детей. 20-ти комнатный Дом для Детей был построен в 1890; судя по отчётам, к детям всех рас относились с нежностью и заботились о них с любовью и добротой.
Поселению удалось привлечь членов со всех Соединённых Штатов, однако один из них подал иск в Высший Суд Нью-Мексико в 1891, заявляя что коммуна оказалась неспособна выполнить свои обещания. Дело было осмеяно в зале суда; по сообщению The Central Law Journal судья Фримен, сравнениями и едкими замечаниями высмеивал Верование.
Когда Ньюбро умер (22 апреля 1891, от гриппа), поселение состояло из Братства, Детского Дома, церкви и других строений. Другой тип поселения был построен на расстоянии полумили от «Шалам»; оно было названо «Левитика», оно было основано для «Левитиканцев», категории людей на полпути между просветлёнными людьми «Космон», жившими в «Шалам», и мирянами. «Левитика» была построена в менее коммунальном стиле и населявшие её могли жить в более изолированных домах.
В то же время поселение не было финансово жизнеспособным предприятием из-за повторявшегося неурожая, малого спроса на то, что производило поселение и частых разливов Рио-Гранде. Жена Ньюбро, Франциска ван де Уотер Свит вышла замуж за Хоуланда в 1893, «чтобы положить конец злобным сплетням» но цена содержания поселения была слишком велика. В 1901 поселение было свёрнуто, а дети отправлены в приюты в Далласе и Денвере
История поселения описана в фильме «Utopia on the Rio Grande» Архивная копия от 22 декабря 2014 на Wayback Machine («Утопия на Рио-Гранде»)

### Связанные публикации
Многочисленные публикации были вдохновлены Оаспе. Были использованы тексты, идеи, а также даны новые интерпретации в сокращенном виде.

## Редакции
Изначальная рукопись считается утерянной при разливе Рио-Гранде. Книга Оаспе издавалась в США в трёх редакциях. Все остальные цельные публикации ─ это либо репринты, либо издания с минимальными изменениями. Первая редакция оригинального манускрипта была произведена Ньюбро в 1882 году эта редакция и была первым изданием. Вторая редакция также была произведена Ньюбро, но она не была издана до его смерти в 1891. Третья ─ это редакция и перевод на современный английский, она находится в свободном доступе с 2007. Издание содержит дополнительные сноски, комментарии и все остальные материалы, связанные с Оаспе. В том числе и то, что было получено Ньюбро до написания самого текста. На данный момент это самое полное издание книги.

## Биография доктора Джона Ньюбро
Джон Баллоу Ньюбро родился 5 июня 1828 близ Могиканвилля, Огайо. Его отец, Уильям Ньюбро, был англичанином, он учился в Колледже Вильгельма и Марии. Мать, Элизабет Польски, была шведкой и увлекалась спиритуализмом. Они назвали сына в честь универсалистского священника Хосе Баллоу. Отец Ньюбро был строгим человеком, он порол сына, когда тот «начал получать духовные откровения». Ньюбро закончил Медицинский колледж в Цинциннати, но так как он был невероятно чувствителен к боли и страданиям других, он выбрал профессию зубного врача. Он практиковал в Дейтоне, затем в Цинциннати, а потом и в Нью-Йорке.

## Интересные факты

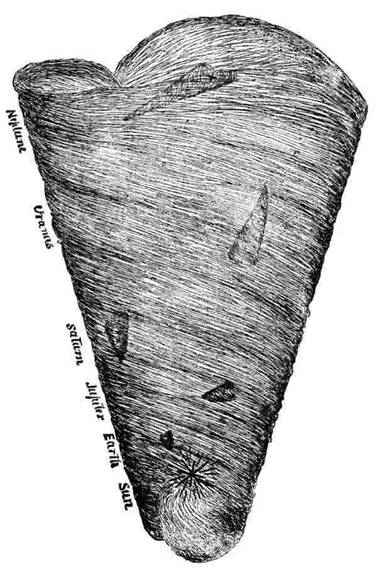
Солнечная Фаланга [Система], семья Солнца.

В Оаспе содержится ряд «первых упоминаний». Например, там впервые было использовано слово Звёздный корабль (Starship), задолго до того, как фантасты впервые задумались о межзвёздных путешествиях.
Приводится космогония, которая детально описывает силу поля солнца и планет, а также комет. Описываются свойства, в то время неизвестные. Вот некоторые из них:
- самая горячая часть Солнца называется фотосферой в Книге Космогонии;[23]
- утверждается, что поле Солнца достигает Нептуна[24] и отталкивает хвосты комет в сторону от Солнца.[25][26] (солнечный ветер был обнаружен более чем через полвека)
- имеется указание на планетоиды до того, как они были замечены.[27] (Плутон был обнаружен через полвека, в 1930-м)[28]

Описывается также большой затонувший материк Пан, который находился в Тихом Океане, а останки которого ─ это Япония, Гавайи и другие острова Тихого Океана. Несмотря на то, что Оаспе появилось после возникновения предположений о затонувшем континенте Лемурии, сделанном Луи Жаколио, Шарль-Этьеном Брассёр де Бурбуром, Филлипом Л. Шальтером, Генрихом Геккелем и Альфредом Расселом Уоллесом, уникально описание, данное в книге затонувшему континенту, оно было первым таким описанием и появилось оно до историй Джеймса Чёрчварда о «Му», опубликованных в начале двадцатого века.
В 1882 году Оаспе говорит о широко распространенной невидимой материи, наполняющей вселенную. Но «необходимость» в том, чтобы тёмная материя существовала не возникла до 1933 года.

### Англоязычные источники
- Редакция 'Оаспе' 1912 года Архивная копия от 16 июля 2012 на Wayback Machine содержащая материалы издания 1891 года, текст 1882 года, а также рисунки. / Интернет-архив священных текстов
- Оаспе на современном английском. Архивная копия от 19 апреля 2012 на Wayback Machine Текст для чтения онлайн и свободного скачивания.
- Очерк о происхождении Оаспе Архивная копия от 10 июня 2018 на Wayback Machine (Интернет-архив священных текстов)
- Информация о поселении «Шалам» — утопической коммуне, основанной верующими.

### Перевод на русский
- Полный перевод Оаспе